# الشركة الجهوية للنقل بالقصرين
الشركة الجهوية للنقل بالقصرين شركة حكومية تونسية مكلفة بالنقل العمومي في ولاية القصرين. ويترأس الشركة فوزية بوثوري منذ غرة جانفي 2014. شهدت الشركة في السنوات الأخيرة عددة احتجاجات من قبل أعوانها وإطاراتها بسبب سوء التسيير والتصرفات غير المسؤولة من إدارتها، إلا أن الوضع لم يتغير حتى بعد تغيير المدير العام.

## التاريخ
في 4 سبتمبر 2012, أعلنت الوزارة التونسية للنقل عن تعيين عبد الناصر الشامخ، رئيسا مديرا عاما للشركة الجهوية للنقل بالقصرين.
في فيفري 2013، أضرب عمال وإطارات الشركة احتجاجا على وضعهم المهني والأساليب غير القانونية التي إنتهجها مدير الشركة السابق. تدخلت الوزارة ووعدت بأسطول جديد، وانتهت المسألة بتعويض المدير بمديرة. إلا أن هذه الأخيرة انتهجت نفس الأسلوب وفي 20 سبتمبر 2014، طردت 59 عامل وإطار لاحتجاجهم على سوء إدارة الشركة والتهميش والتصرفات غير المسؤولة التي إنتهجتها ولا يزال اللوبي البوثوري، بقيادة فوزية البوثوري ومقربين منها.
في 31 أكتوبر، أصدرت وزارة النقل بلاغا تضمن تعيينات جديدة على رأس عدد من الشركات الجهوية للنقل، من بينها الشركة الجهوية للنقل بالقصرين. حيث عين الهادي مرايحي رئيسا جديدا خلفاً لفوزية البوثوري.

## الخطوط
يتكون أسطول الشركة من أكثر من 70 حافلة للنقل الجهوي والوطني.
| النقل الجهوي           | النقل الوطني                     |
| القصرين - سبيطلة       | القصرين - الكاف                  |
| القصرين - فوسانة       | القصرين - قفصة                   |
| القصرين - تالة         | القصرين - قابس                   |
| القصرين - حيدرة        | القصرين - صفاقس                  |
| القصرين - فريانة       | تالة - القصرين - سوسة - المنستير |
| القصرين - ماجل بالعباس | القصرين - سوسة                   |
| القصرين - العيون       | القصرين - القيروان               |

بقية الخطوط الوطنية كخط القصرين تونس هو من مشمولات الشركة الوطنية للنقل عبر المدن كما أن للشركة خطوطا للنقل البلدي داخل مدينة القصرين